# 徹奇灣

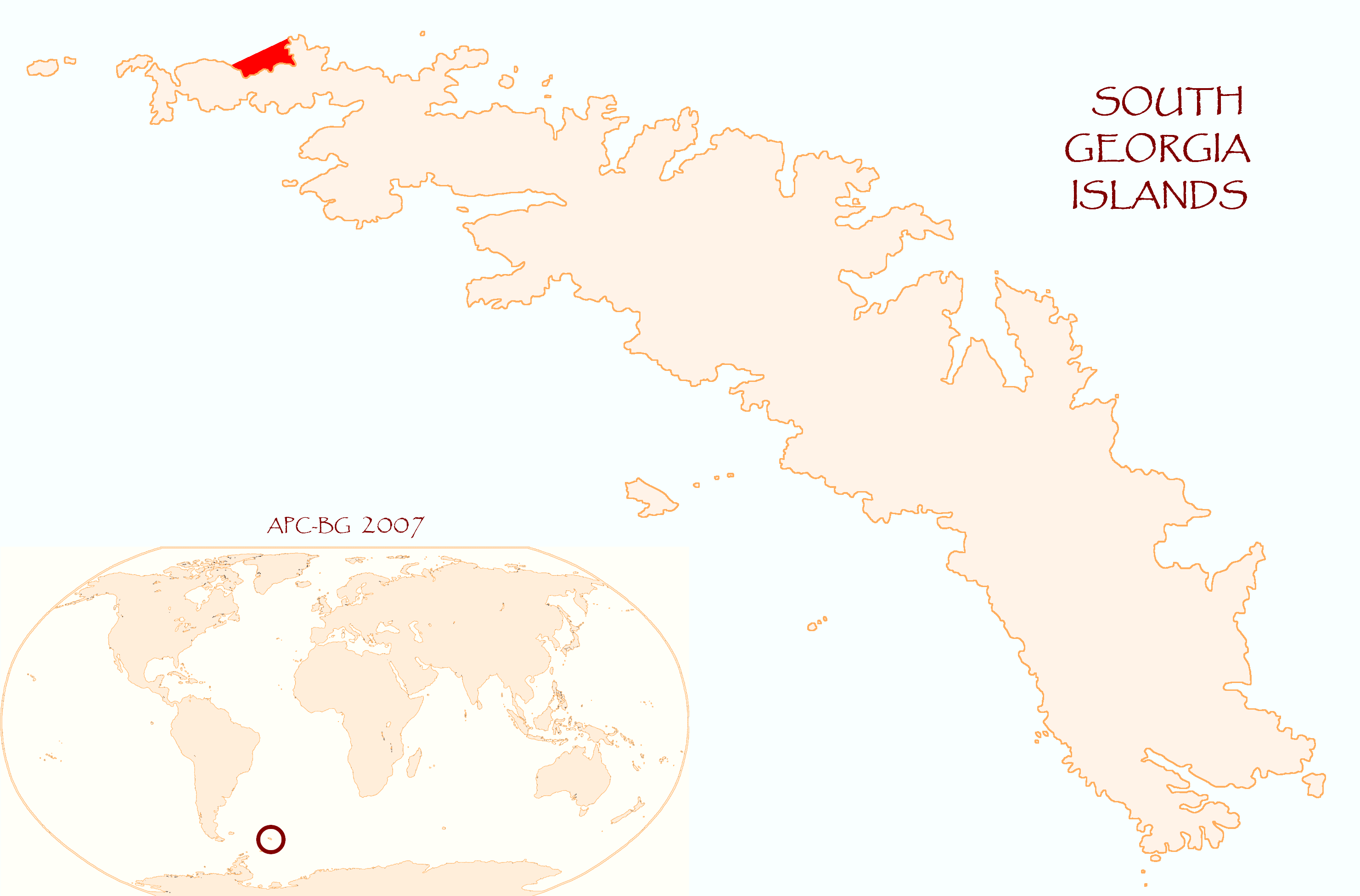
徹奇灣在南喬治亞島的位置

徹奇灣（英語：Church Bay），是南極洲的海灣，位於南喬治亞島，處於低岩角和北角寬8公里，在1775年由詹姆斯·庫克率領的英國探險隊繪入地圖，現時由英國海外領土南喬治亞與南桑威奇群島管轄。